# イワン・モジューヒン
イワン・イリイチ・モジューヒン（Иван Ильич Мозжухин, 1889年9月26日 - 1939年1月18日）は、ロシア帝国（現ロシア）・フランスの俳優、脚本家であり、フランスの映画監督、撮影監督である。フランスではイヴァン・モジュキーヌ（Ivan Mosjoukine）、アメリカ合衆国ではジョン・モスキン（John Moskin）と名乗った。

## 人物・来歴
1889年（明治22年）9月26日、ロシア帝国のサラトフ州（現在のロシアペンザ州）、ペンザ近くの小村コンドルに生まれる。
モスクワに出て、モスクワ大学で法学を学ぶ。1908年（明治41年）、映画に出演をしたのをきっかけに、友人と演劇を始める。1911年（明治44年）、ハンジョンコフ商会を率いるアレクサンドル・ハンジョンコフが製作したワーシリー・ゴンチャロフ監督の映画『セヴァストポリの防衛』に出演する。

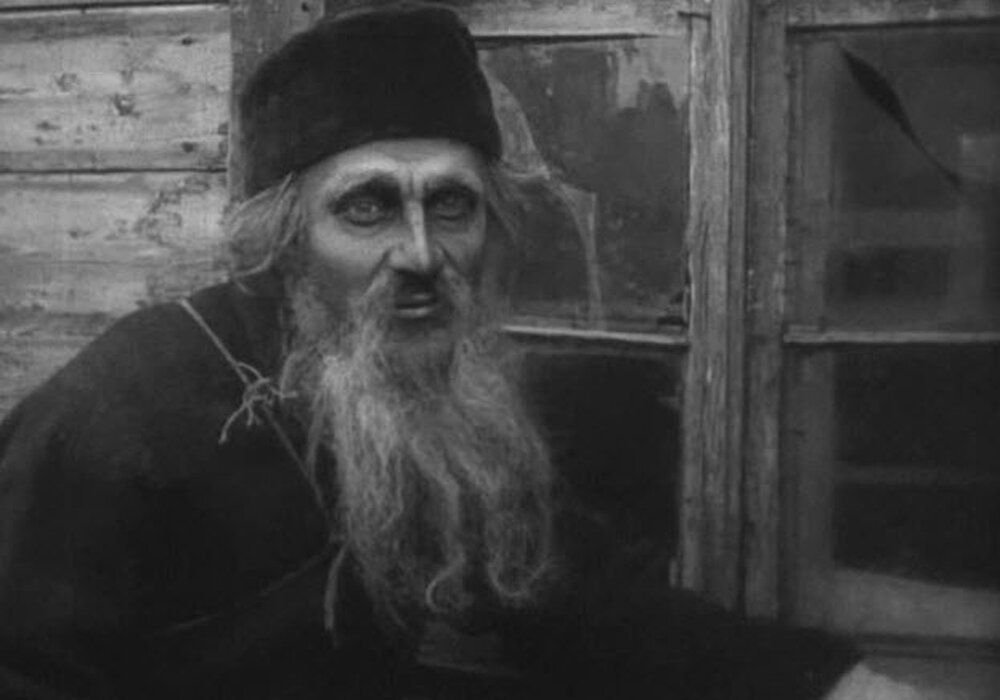
『ペェター・セルギー』（1917年）。

1917年（大正6年）の二月革命勃発を受けて、ハンジョンコフとともにクリミア半島のヤルタに移住、白軍に守られて映画出演をつづける。
1920年（大正9年）、監督のアレクサンドル・ヴォルコフらとともにフランスに移住した。ロシア帝国の時代に、すでに80本以上の商業映画に出演したが、ソビエト連邦成立後は、過去に出演した作品のすべてが没収されて国有化され、検閲された。翌1921年（大正10年）、同地で映画『謝肉祭の夜』を監督、監督としてもデビューした。マルセル・レルビエやアベル・ガンスの映画に出演し、ルドルフ・ヴァレンティノに比され「ロシアのヴァレンティノ」と称された。
1926年（大正15年）、ユナイテッド・アーティスツに接触してアメリカに進出、エドワード・スローマン監督の『降伏』に出演するが、翌1928年（昭和3年）にはヨーロッパに帰り、ドイツを中心に映画に出演した。
1936年（昭和11年）、ジャック・ド・バロンセリ監督のフランス映画『地中海』に脇役で出演したのが最後の映画出演となり、同作は日本でも公開された。1939年（昭和14年）1月18日、フランスのオー＝ド＝セーヌ県ヌイイ＝シュル＝セーヌで死去した。満49歳没。

## 家族
長兄のアレクサンドル・モジューヒン(1878—1972)はバリトン歌手。ロシア革命後もロシアに留まり、ソ連オペラ界のスターのひとりとなった。1920年代にはたびたび欧米で公演し、ハルピンを経由して1924年には来日し、山田耕筰の手配で日本各地で独唱会を催し、チャイコフスキーやリムスキー・コルサコフのオペラのアリアなどを披露した。次兄・三兄ともロシア帝国軍将校で、反ソ活動が問われて逮捕され、消息不明。

## クレショフ効果
すでにモジューヒンがフランスに去ったのち、ソビエト連邦が成立した1922年（大正11年）、映画作家・映画理論家のレフ・クレショフが、全ロシア映画大学学内で行った、映画の「編集」と映像がもつ「意味」の関係についての実験に、モジューヒンの出演作品のアーカイヴ・フッテージが使用された。

## おもなフィルモグラフィ
- 『セヴァストポリの防衛』 Оборона Севастополя : 監督ワーシリー・ゴンチャロフ、1911年 - 出演
- 『森の住民のクリスマス』 Ночь перед Рождеством : 監督ラディスラス・スタレヴィッチ、1913年 - 出演
- 『スペードの女王』 Пиковая дама : 監督ヤーコフ・プロタザノフ、1916年 - 出演
- 『歓喜する悪魔』 Сатана ликующий : 監督ヤーコフ・プロタザノフ、1917年 - 出演
- 『ペェター・セルギー』 Отец Сергий : 監督ヤコフ・プロタザノフ / アレクサンドル・ヴォルコフ、1917年 - 出演
- 『謝肉祭の夜』 L'enfant du carnaval : 1921年 - 監督・脚本・出演
- 『秘密の家』 La maison du mystère : 監督アレクサンドル・ヴォルコフ、1922年 - 脚色・出演
- 『火花する恋』 Le Brasier ardent : 1923年 - 監督・原作・脚色・出演
- 『キイン』 Kean : 監督アレクサンドル・ヴォルコフ、1923年 - 脚色・出演
- 『過ぎゆく影』 Les ombres qui passent : 監督アレクサンドル・ヴォルコフ、1923年 - 原作・脚色・出演
- 『蒙古の獅子』 Le Lion des Mogols : 監督ジャン・エプスタン、1924年 - 脚本・出演
- 『生けるパスカル』 Feu Mathias Pascal  : 監督マルセル・レルビエ、1925年 - 出演
- 『大帝の密使』 Michel Strogoff : 監督ヴィクトル・トゥールジャンスキー、1926年 - 出演
- 『ロベルト』 Roberto : 監督アレクサンドル・ヴォルコフ、1927年 - 出演
- 『カサノバ』 Casanova : 監督アレクサンドル・ヴォルコフ、1927年 - 出演
- 『降伏』 Surrender : 監督エドワード・スローマン、1927年 - 出演
- 『大統領』 Der Präsident : 監督ジェンナロ・リゲリ、1928年 - 出演
- 『赤と黒』 Der geheime Kurier : 監督ジェンナロ・リゲリ、1928年 - 出演
- 『悪魔の寵児』 Manolescu, der könig der Hochstapler : 監督ヴィクトル・トゥールジャンスキー、1929年 - 出演
- 『白魔』 Der weisse Teufel : 監督アレクサンドル・ヴォルコフ、1929年 - 出演
- 『無名戦士』 Le Sergeant X : 監督ウラジミール・ストリジェフスキー、1931年 - 出演
- 『地中海』 Nitchevo : 監督ジャック・ド・バロンセリ、1936年 - 出演

## その他
小説『ロリータ』で知られるウラジーミル・ナボコフの自伝『記憶よ、語れ』の中では、モジューヒンのファンだったナボコフ少年が、ヤルタでロケ中だったモジューヒン本人に遭遇するエピソードがある。

## 註
1. 1 2  N響百年史　第十九回 ─ 日ソ基本条約と日露交驩交響管絃楽演奏 片山杜秀 NHK SYMPHONY ORCHESTRA TOKYO,PHILHARMONY | MAY 2021